# Planète lointaine

Planète lointaine est un album de bande dessinée de science-fiction en noir et blanc dessiné et écrit par Li-An.

## Publication

### Éditeurs
- Delcourt (Collection Encrages) (1998)  (ISBN 2-84055-206-X)